# KK Park
Als KK Park wird ein Investitionsprojekt am Moei-Fluss in Myanmars Karen-Staat bezeichnet. KK Park liegt in der Nähe des Dorfes Maw Hto Talay မယ်ထော်တလေး. Gegenüber des Flusses liegt das Dorf Mae Ku des Bezirkes Mae Sot in der thailändischen Provinz Tak. Das Projekt im Bezirk Myawaddy wurde zwischen 2019 und 2021 errichtet und grenzt unmittelbar an Thailand.
Der Komplex besteht aus Bürogebäuden, Fabriken, Hotels, Appartmentblöcken und einem Krankenhaus und soll als Zentrum für Online-Scams, illegale Online-Glücksspiele und Menschenschmuggel dienen. Das Projekt soll von der chinesischen Firma Huanya International Holding Group und Vertretern der Karen National Liberation Army (KNLA) und der Karen National Union (KNU) realisiert worden sein. Der Karen-Vertragspartner soll die Mulaei Alin Co. sein, eine Firma der KNU. Als Zeugen hätte der KNU-Präsident Pado Saw Kwe Htoo Win und der ehemalige Direktor der KNU-Verteidigungsabteilung Saw Roger Khin im Auftrag des KNU-Finanzkomitees unterschrieben. Es steht in Konkurrenz zu Shwe Kokko und darf nicht mit diesem verwechselt werden. KK Park liegt südlich von Myawaddy, während Shwe Kokko nördlich von Myawaddy liegt und von der Karen Border Guard Force (BGF) bzw. der Karen National Army betrieben wird.
Das Projekt führte zu Aufsehen innerhalb der KNLA und KNA, weil höhere Vertreter der Organisationen in der Schaffung von KK Park beteiligt waren. Forderungen wurden laut, dass die Funktionäre zurücktreten sollen, weil sie in illegale Aktivitäten der chinesischen Triaden verwickelt gewesen seien. Stand 2024 soll nicht mehr die KNLA, sondern die BGF das Gebiet von KK Park kontrollieren. Die Deutsche Welle berichtete von sklavenähnlichen Bedingungen, Prostitution, Folter und Mord, welchen die Mitarbeiter der Scam-Fabriken ausgesetzt wären. Bis zu 20.000 Menschen sollen in KK Park gefangen gehalten worden sein. Viele Opfer sollen schon aus KK Park gerettet worden sein.
Am 7. Juni 2023 gab die Provincial Electricity Authority of Thailand bekannt, den Stromanschluss für KK Park gekappt zu haben. Dies wäre auf Wunsch der myanmarischen Regierung erfolgt. Diese handelte auf Druck der chinesischen Regierung. Die Auswirkungen waren nicht sehr groß, da KK Park über Notstromaggregate verfügte und die offiziellen Leitungen durch private, versteckte Leitungen ersetzen konnte.
Anfang 2025 gingen die Thai-Behörden massiv gegen KK Park vor. So wurden illegale Glasfaserkabel unter dem Moei-Fluss und illegale Mobilfunk-Basisstationen zerstört. Die Reichweiten von legalen Basisstationen des thailändischen Mobilfunknetzwerks wurden durch Änderungen der Antennen eingeschränkt. Als Ersatz fūr den Mobilfunk und Glasfaserleitungen wurde daraufhin im großen Stil Starlink als Internet-Ersatz eingesetzt. Auch wurde der Export von Treibstoff und Elektronik Über die Semi Offiziellen Grenzübergänge wie ท่า 46 und ท่า 48 unterbunden'. 
Nach Angaben der BGF wurden die Namen von 7.141 ausländischen Staatsangehörigen an die Thai-Polizei ūbergeben, welche die BGF aus Shwe Kokko und KK Park gerettet hatten. Eine Spezialeinheit der BGF hatte die Parks 2025 systematisch nach Zwangsarbeitern durchsucht. 
die meisten Gerettenden stammten aus China mit 4.860 Personen (4.764 Männer und 96 Frauen), gefolgt von Vietnam (511 Männer und 61 Frauen), Indien (498 Männer und 28 Frauen), Äthiopien (396 Männer und 34 Frauen), Indonesien (217 Männer und 66 Frauen), den Philippinen (54 Männer und 73 Frauen), Malaysia (65 Männer und 4 Frauen), Pakistan (64 Männer und 4 Frauen), Kenia (38 Männer und 26 Frauen) und Taiwan (24 Männer und eine Frau). Die Thai-Seite weigerte sich die Gerettenden aufznehenen, also verblieben sie in Lagern der BGF. Die Thai-Seite bemūhte sich aber um eine geordnete Rūckfūhrung durch die Behörden der betroffenen Lānder.